# Jobbskatteavdrag
Jobbskatteavdraget, även kallat jobbavdraget eller förvärvsavdraget[källa behövs], är en reform genomförd av regeringen Reinfeldt i Sverige och utökad i budgeten 2019 som drevs igenom av Moderaterna och Kristdemokraterna med stöd av Sverigedemokraterna. Jobbskatteavdraget infördes 2007 och har därefter utökats vid ytterligare fem tillfällen – 2008, 2009, 2010, 2014 och 2019. Det har minskats vid ett tillfälle – 2016. Skattesänkningen är, trots namnet, utformad som en skattereduktion och inte som ett avdrag. Det minskar den skatt som ska betalas på lön (formellt inkomst av anställning) och aktiv näringsverksamhet. Skatten på pension och ersättningar från socialförsäkringar såsom sjukpenning, föräldrapenning, a-kassa etc. minskas dock inte. Reduktionen är proportionell mot prisbasbelopp, kommunalskattesats och inkomsten, i två olika skikt. Den skattepliktige behöver inte ansöka om reduktionen. Den beräknas automatiskt av Skatteverket. Jobbskatteavdraget har ingen påverkan på kommunernas och regionernas skatteinkomster, eftersom det är en statligt finansierad skattereduktion.

## Bakgrund

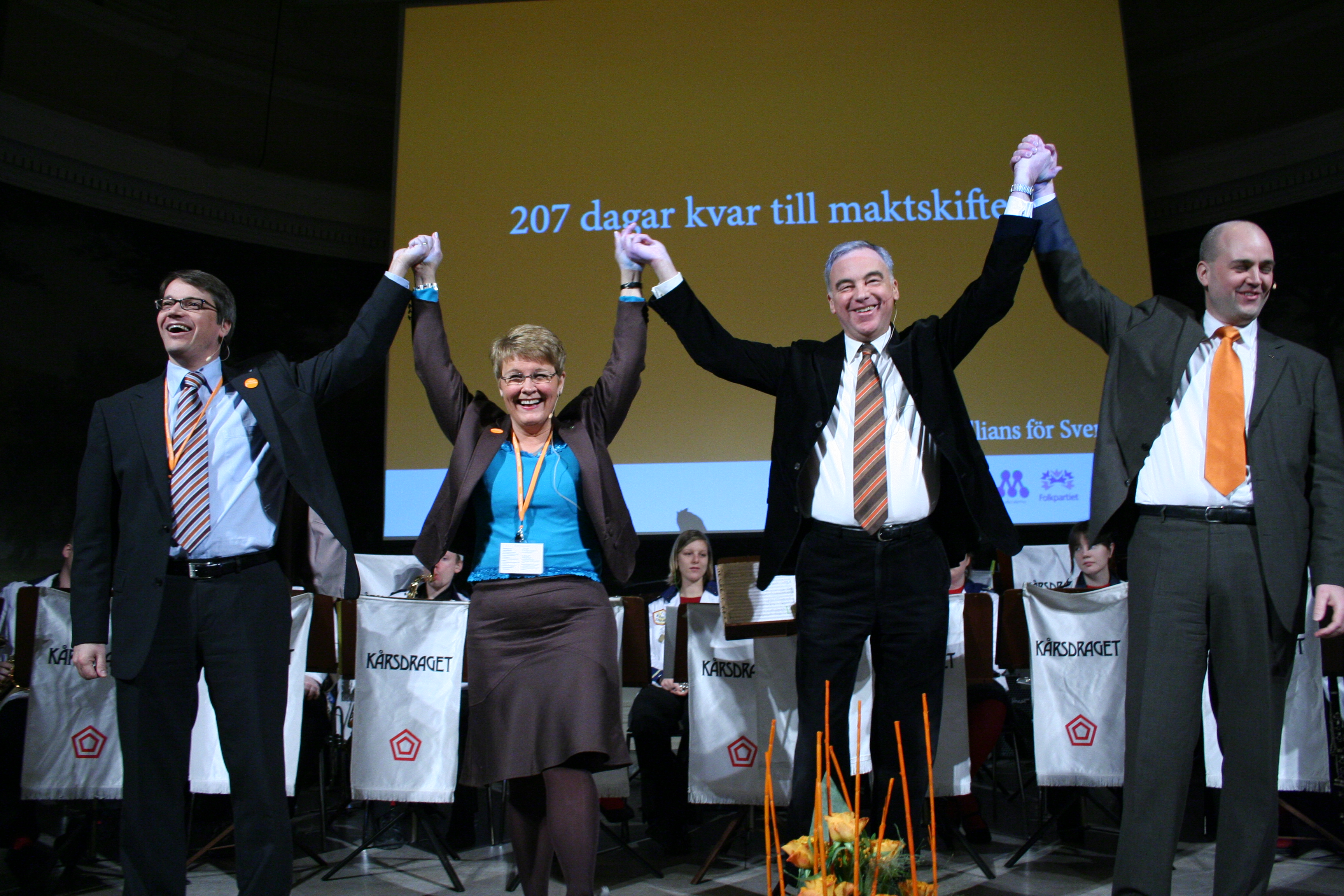
Partiledarna för Allians för Sverige (2006): Göran Hägglund (KD), Maud Olofsson (C), Lars Leijonborg (FP) och Fredrik Reinfeldt (M).

Jobbskatteavdraget grundas i ett vallöfte från Allians för Sverige att öka skillnaden i inkomst efter skatt mellan dem som arbetar och dem som får sina inkomster från transfereringar, exempelvis arbetslösa, sjukskrivna, pensionärer och studenter. Jobbskatteavdraget infördes i olika steg med början den 1 januari 2007, det fjärde avdraget genomfördes 2010 och 2014 genomfördes ett femte jobbskatteavdrag. Enligt dåvarande Alliansregeringen var motiveringen till jobbskatteavdraget den demografiska utvecklingen där andelen pensionärer kommer att öka kraftigt vilket beräknas leda till större utgifter för den offentliga sektorn. Genom att få fler människor i arbete ("öka arbetsutbudet") hoppades Alliansregeringen att säkerställa finansieringen av den offentliga sektorn. Enligt nationalekonomen Lars Calmfors var jobbskatteavdraget tillsammans med förändringar i a-kassan och sjukförsäkringssystemet viktiga delar av Alliansens så kallade "arbetslinje".

## Jobbskatteavdragets teoretiska utgångspunkter
Tanken med jobbskatteavdraget är att öka motivationen ("öka drivkrafterna") till att arbeta. Inkomster som exempelvis sjukpenning, föräldrapenning, a-kassa, aktivitetsstöd eller pension ger inte rätt till jobbskatteavdrag. Eftersom jobbskatteavdraget minskar skatten enbart för inkomst från arbete (dvs man betalar högre skatt när man får till exempel a-kassa) blir det även mindre lönsamt att inte arbeta. För att motivera människor ytterligare till att arbeta sänktes ersättningen från a-kassan, kraven för att kunna få a-kassa skärptes och även möjligheten att få sjukpenning begränsades.
Regeringen Reinfeldt (Alliansregeringen) förväntade sig att jobbskatteavdraget skulle öka sysselsättningen med 80 000 och kostnaden beräknades till ca 70 miljarder kronor. 30–50 % av avdraget antogs vara självfinansierat. Riksrevisionen beräknade att alla fyra jobbskatteavdrag tillsammans skulle kunna öka antalet arbetade timmar med ca 2,5 %. Tankesmedjan SNS konjunkturråd gjorde en liknande uppskattning och beräknade ökningen av antalet arbetade timmar till två procent. Riksrevisionens beräkningar utgick ifrån att främst människor utan arbete skulle välja att arbeta. Personer som redan hade ett arbete förväntades arbeta lika mycket som förut eller till och med mindre än vad de gjorde tidigare.
Bakom det förväntade utfallet av jobbskatteavdraget finns antagandet att individerna har fullständig information om hur jobbskatteavdraget fungerar samt att individer fattar rationella beslut. Riksrevisionen påpekar dock att man på senare år har börjat ifrågasätta om människor verkligen agerar rationellt. En svensk undersökning från 1990-talet visade exempelvis att majoriteten inte visste hur deras skatt skulle förändras vid en ökad inkomst, dvs de kände inte till marginalskatten vid en inkomstökning. Finanspolitiska rådet kritiserade att jobbskatteavdraget var svårt att förstå och att det således var svårt för den enskilde löntagaren att förstå hur skattereduktionen påverkade honom eller henne. I en undersökning från 2008 angav drygt hälften att de kände till jobbskatteavdraget. Riksrevisionens undersökning från hösten 2009 visade att framförallt grupper utanför arbetsmarknaden hade låg kännedom om jobbskatteavdraget.

## Jobbskatteavdragets utfall

### Fördelningspolitiska effekter
Procentuellt sett får de med lägst arbetsinkomst den största skattereduktionen, men räknat i kronor och ören får de med högre arbetsinkomst en större skattesänkning. Efter fjärde jobbskatteavdraget innebar det att en person med en inkomst på drygt 8 000 kr i månaden fick en reduktion på drygt 700 kr medan en person med en inkomst på 29 000 kr i månaden fick en reduktion på drygt 1 700 kr. 2021 ökade jobbskatteavdraget upp till en inkomst på drygt 32 000 kr i månaden och var som högst drygt 2 500 kr i månaden; vid strax under 54 000 kr i månaden skedde en nedtrappning av reduktionen. Den högsta marginalskatten som man kan betala i Sverige ligger därmed på drygt 55 %.
Eftersom jobbskatteavdraget minskar skatten för dem i arbete blev effekten den att personer med inkomster från trygghetssystemen (till exempel sjukpenning eller föräldrapenning) betalar högre skatt än vad personer med arbetsinkomster gör. Enligt en beräkning 2013 från Skatteverket betalade en arbetande person med en lön på knappt 28 000 kr i månaden ca 1 500 mindre i skatt än en person som fick samma inkomst via exempelvis sjukpenning eller föräldrapenning.

### Påverkan på sysselsättningen
Elsa Persson skriver i Dagens Arena att det har varit svårt att beräkna hur jobbskatteavdraget har påverkat människors vilja att arbeta. Enligt nationalekonomen Eva Mörk skedde flera förändringar samtidigt som jobbskatteavdraget genomfördes och därför är det svårt att uttala sig om vilken effekt det har haft. I en artikel för tidningen Ekonomisk Debatt konstaterar hon (tillsammans med nationalekonomerna Karin Edmark, Che-Yuan Liang och Håkan Selin) samma sak, att det är svårt att fastställa jobbskatteavdragets effekter eftersom andra trender i sysselsättningen skedde samtidigt som skattereduktionen infördes. 2011 drog nationalekonomen Lars Calmfors slutsatsen att det var svårt att säga om jobbskatteavdraget hade bidragit till en ökad sysselsättning. Enligt Calmfors hade andelen människor som arbetade inte ökat mellan augusti 2006 och augusti 2011. Nationalekonomen Magnus Henreksons och TCO:s chefekonom Göran Zettergrens kritik var bl.a. att regeringen borde satsat mer på omskolning och utbildning för att göra de arbetslösa mer anställningsbara och att på det sättet öka sysselsättningsgraden. Däremot verkar "arbetslinjen" ha lett till att män över 65 år arbetade mer, men även här var det svårt att vara säker eftersom man samtidigt hade sänkt arbetsgivaravgiften för pensionärer.

### Kostnader
Flera bedömare beräknar jobbskatteavdragets kostnader till drygt 100 miljarder kronor per år.
Enligt Statistikmyndigheten SCB är det verkliga utfallet 128,1 miljarder kronor för inkomståret 2020. För åren 2007-2020 är det totala beloppet 1271 miljarder kronor.

## Kritik mot jobbskatteavdraget
Tillsammans med frågan om ersättningsnivåerna och avgifterna i var jobbskatteavdraget en av de mest debatterade frågorna i valrörelsen 2006. De borgerliga partierna framförde att de flesta skulle få en skattesänkning på 1 000 kronor i månaden. Socialdemokraterna och deras samarbetspartier påpekade å sin sida att 1 000 kronor inte skulle återstå när avgiften till a-kassan höjts. 
Strax efter Regeringen Reinfeldts (Alliansregeringens) tillträde vållade de stramare reglerna för a-kassan debatt – den 14 december 2006 organiserade LO ett fackeltåg med målet riksdagen för att överlämna 240 000 namnunderskrifter till dåvarande arbetsmarknadsminister Sven-Otto Littorin. Underskrifterna krävde att förändringarna inte skulle röstas igenom, men beslutet fattades i alla fall.
Pensionärernas riksorganisation (PRO) har kritiserat jobbskatteavdraget eftersom det leder till att pensionärer betalar mer i skatt än löntagare. Denna kritik har bemötts med ett extra grundavdrag för personer fyllda 65. Från den 1 januari 2009 infördes ett extra grundavdrag för pensionärer. Det är utformat på ett sådant sätt att särskilt de med låga inkomster/pensioner skall tjäna på det.[källa behövs] Ett ytterligare steg med höjt grundavdrag för pensionärer infördes fr.o.m. 2010 och såväl regering som opposition har ställt ut löften om fortsatta skattesänkningar för pensionärer fr.o.m. 2011. 
För personer som arbetar efter att de fyllt 65 år beräknas jobbskatteavdraget enligt regler som är mer förmånliga än vad som gäller för dem som arbetar och inte fyllt 65 år. Arbetande personer över 65 års ålder kan få ett maximalt jobbskatteavdrag om 25 000 kr per år. För arbetande personer under 65 år var jobbskatteavdraget maximalt drygt 21 000 kr år 2010.

## Arvet efterAlliansen
Under 2016 införde regeringen Löfven I en avtrappning av jobbskatteavdraget på inkomster som överstiger 13,54 prisbasbelopp. Detta medförde att marginalskatten steg med tre procentenheter till 60 procent för inkomsttagare som får sitt jobbskatteavdrag avtrappat. Hösten 2018 röstades Moderaternas och Kristdemokraternas budget igenom som resulterade i ett sjätte jobbskatteavdrag. Därmed kvarstod faktumet att pensionärer betalar mer i skatt än löntagare.